# فيروز الكرواني
فيروز الغرواني وتشتهر باسمها الإعلامي فيروز الكرواني من مواليد (1 فبراير 1976 في الرباط) هي مذيعة وصحفية مغربية تعمل حاليا مراسلة للتلفزيون بواشنطن إضافة إلى تقديمها كل عام لحلقات برنامج المهرجان الدولي للفيلم بمراكش، حاليا مقيمة في ولاية فيرجينيا.

## بداياتها في القناة الأولى
تعد فيروز الكرواني من أقدم الإعلاميات اللواتي عرفهم الجمهور المغربي آنذاك، فبعد حصولها على شهادة الباكلوريا، ٱلتحقت بالجامعة حيث تخصصت في اللغة الفرنسية، بالموازاة مع دروس اللغة الإنجليزية في المعهد الأمريكي بالرباط، وإبان الحراك السمعي البصري الذي كان يشهده المغرب سنة 1986، تم اختيارها كوجه إعلامي جديد من قبل فريق قناة تي أف 1 فرنسية والمسرحي المخضرم الطيب الصديقي المشرف على مسابقة انتقاء منشطين لبرامج تلفزية، التي ترشحت إليها ضمن 1000 مشارك.
بعد فترة تدريب مكثفة من قبل طاقم فريق تي أف 1، بدأت في 27 يناير 1986 ممارسة مهنة مقدمة البرامج مدة 4 سنوات، قبل أن تنشئ برنامجا مخصصاً للأطفال فقط وهو برنامج قطار الأطفال، الذي حقق نسبة مشاهدة عالية في بدايات عرضه.
لكن «القمع» و«الرعب» الذي كان ينشره المدير السابق للقناة حدى بها إلى مغادرة الفضائية المغربية عام 1996 بعد 11 عاما من العمل بالقناة.

## الهجرة للولايات المتحدة
هاجرت بعدها إلى واشنطن حيث عملت مراسلة لتلفزيون الكويت ثم مراسلة لقناة دبي وأبو ظبي.
في عام 2000 تلقت عرضا من القناة المغربية الثانية دوزيم لتقديم برنامج شهري للأطفال بعنوان رأي الأطفال، استمر عرضه مدة عام فقط لتختفي من جديد حيث اختارت هذه المرة أن تستغل وجودها في الولايات المتحدة لدراسة الإخراج.

## حياتها الشخصية
ولدت فيروز الكرواني من أم تطوانية وأب أمازيغي من قبيلة كروان بمدينة مكناس.

## أعمالها
- برنامج قطار الأطفال
- مراسلة لتلفزيون الكويت
- مراسلة لقناة ابوظبي
- برنامج رأي الأطفال «دوزيم»